# 池袋ミカド劇場
池袋ミカド劇場（いけぶくろミカドげきじょう）は、東京都豊島区東池袋にあるストリップ劇場。通称ミカド。

## 歴史
1967年（昭和42年）5月21日開館。
2003年（平成15年）9月19日から2004年（平成16年）5月15日まで一時休館したが、その後営業再開された。2011年（平成23年）1月21日には経営陣が新宿TSミュージックに替わり、現在は直属の踊り子はいない。

## 公演
客席数32席。
元々は外人ショーが主流で、天板ショー1名+日本人ストリッパー5名の編成に統一されていた。現在は天板がある場合とない場合があり、全員で5名となっていたが、経営陣が変わって日本人ストリッパー、AVストリッパー、アイドルストリッパーの6名出演となっている。
広い本舞台とは対照的に、デベソ（盆）は非常に狭く、出演者の多くは本舞台上で全てのステージを演じることを余儀なくされる。ステージの装飾は赤・青・紫と色とりどりである。